# Organisk syra
Organiska syror är organiska föreningar som samtidigt är syror. De vanligaste, karboxylsyrorna, är svaga och får sina syraegenskaper från sina karboxylgrupper. Andra organiska syror är de starkare sulfonsyrorna och även alkoholer. Nästan alla organiska syror är oxosyror, det är bara merkaptaner som kan donera vätejoner som inte är bundna till syreatomer.

## Exempel

### Karboxylsyror
- Trifluorättiksyra, pKa = 0,4
- Myrsyra, pKa = 3,74
- Mjölksyra, pKa = 3,86
- Ättiksyra, pKa = 4,79
- Smörsyra, pKa = 4,82
- Äppelsyra, pKa = 3,40
- Citronsyra, pKa = 3,13

### Merkaptaner
- Metantiol, pKa = 10,4